# Карла дел Понте
Карла дел Понте е бивша главна прокурорка на 2 трибунала по международно наказателно право на Организацията на обединените нации. Бивша главна прокурорка на Швейцария.
Назначена е за прокурор на Международния наказателен трибунал за бивша Югославия и Международния наказателен трибунал за Руанда през 1999 г. на мястото на Луиза Арбур.
През 2003 г. Съвета за сигурност на ООН, за да се ускори процеса воден от Международния наказателен трибунал за Руанда, освобождава Дел Понте от поста прокурор и на нейно място назначава Хасан Бубакар Джалоу (Hassan Bubacar Jallow). Тя остава главен прокурор на Международния наказателен трибунал за бивша Югославия - до 1 януари 2008 г., когато е наследена от Серж Брамерец.
Карла дел Понте има несполучлив брак, от който ражда син.
За парламента на Европа тя води разследване по обвинения на трафик на органи от Армията за освобождение на Косово (АОК) и други – неалбански граждани, в Косово и Албания.
Дел Понте служи като посланик на Швейцария в Аржентина от 2008 до февруари 2011 г.

## Биография
Карла дел Понте е родена на 9 февруари 1947 г. в Лугано (Швейцария). Произхожда от семейство с италиански корени. Говори свободно италиански, френски, немски и английски език.
Следва право в университетите в Берн и Женева, специализира във Великобритания и завършва като магистър по право през 1972 г. След завършването си започва работа в частна правна фирма, а през 1975 г. създава своя компания.
През 1981 г. дел Понте става областен прокурор в Лугано и повежда явна борба с организираната престъпност - разследва случаи на трафик на наркотици, пране на пари, измама, трафик на оръжия, тероризъм и шпионаж.
В продължение на пет години Дел Понте е главен прокурор (ранг на министър на правосъдието) на Швейцария. През този период тя и разследващият съдия Джовани Фалконе разкриват престъпна връзка между швейцарски структури, занимаващи се с пране на пари, и италианската наркотърговия. Съдията Фалконе е убит от мощна бомба на мафията. Дел Понте има по-голям късмет, след като полицията открива своевременно половин тон експлозиви, заложени в основите на нейната къща в Палермо и животът ѝ остава съхранен. Смъртта на Фалконе затвърждава намерението на Дел Понте да се бори с организираната престъпност. Нейните врагове от Коза Ностра я наричат La Puttana („курвата“). Тя става първата обществена личност в Швейцария, на която е осигурена денонощна охрана и брониран автомобил.
През 1999 г. Карла дел Понте започва работа като главен прокурор в Международния трибунал за военни престъпления при ООН в Хага. Първоначално е обвинител в Международния трибунал за Руанда, а от 2003 г. нейната дейност е концентрирана най-вече по Международния трибунал за бивша Югославия.